# Marc Mari
Marc Mari (llatí: Marcus Marius) va ser un noble italià nadiu de Sidicinum. L'esmenta Aulus Gel·li, que diu que va ser maltractat per algun magistrat romà, i el qualifica de sua civitatis nobilissimus homo (home molt noble a la seva ciutat). En parla per indicar que alguns magistrats tractaven indignament als aliats. Era contemporani de Gai Grac.
Podria ser un parent o potser el pare de Mari Egnaci, un dels principals líders dels aliats italians a la guerra social.